# نهائي كأس رابطة الأندية الإنجليزية المحترفة 2018
نهائي كأس رابطة الأندية الإنجليزية المحترفة 2018 هي المباراة النهائية من منافسة كأس رابطة الأندية الإنجليزية المحترفة 2017–18، أقيمت المباراة في 25 فبراير 2018، في ملعب ويمبلي، بين فريقي نادي أرسنال، ومانشستر سيتي، وفاز فيها مانشستر سيتي، بعد أن هزم نادي أرسنال، بنتيجة 0 - 3، وكان حكم المباراة كريج باوسون.

## تفاصيل المباراة
لعبت المباراة النهائية في 25 فبراير 2018.
| نادي أرسنال | 0 -3 | مانشستر سيتي |
| ----------- | ---- | ------------ |
|             |      |              |